# 센과 치히로의 행방불명 사운드트랙
센과 치히로의 행방불명의 음악은 히사이시 조가 담당 했다. 히사이시 조는 1984년 작품 <바람계곡의 나우시카>에서부터 미야자키 하야오의 요청으로 음악을 담당하기 시작했고, 그 후로 계속 영화음악 감독으로 활동하였다. <센과 치히로의 행방불명>은 그의 7번째 작품이다.

## 수록 목록
| #   | 제목                                      | 작사        | 작곡        | 노래        | 재생 시간 |
| --- | ----------------------------------------- | ----------- | ----------- | ----------- | --------- |
| 1.  | 〈어느 여름날〉 (あの夏へ)                |             | 히사이시 조 |             |           |
| 2.  | 〈통로〉 (とおり道)                       |             | 히사이시 조 |             |           |
| 3.  | 〈아무도 없는 음식점〉 (誰もいない料理店) |             | 히사이시 조 |             |           |
| 4.  | 〈밤이 다가온다〉 (夜来る)                |             | 히사이시 조 |             |           |
| 5.  | 〈용의 소년〉 (竜の少年)                  |             | 히사이시 조 |             |           |
| 6.  | 〈보일러 벌레〉 (ボイラー虫)              |             | 히사이시 조 |             |           |
| 7.  | 〈신들〉 (神さま達)                       |             | 히사이시 조 |             |           |
| 8.  | 〈유바바〉 (湯婆婆)                       |             | 히사이시 조 |             |           |
| 9.  | 〈온천장의 아침〉 (湯屋の朝)              |             | 히사이시 조 |             |           |
| 10. | 〈그날의 강〉 (あの日の川)                |             | 히사이시 조 |             |           |
| 11. | 〈일은 힘든법이야〉 (仕事はつらいぜ)      |             | 히사이시 조 |             |           |
| 12. | 〈오물의 신〉 (おクサレ神)                |             | 히사이시 조 |             |           |
| 13. | 〈센의 용기〉 (千の勇気)                  |             | 히사이시 조 |             |           |
| 14. | 〈밑빠진 구멍〉 (底なし穴)                |             | 히사이시 조 |             |           |
| 15. | 〈가오나시 (얼굴없는 요괴)〉 (カオナシ)   |             | 히사이시 조 |             |           |
| 16. | 〈6번째 역〉 (6番目の駅)                  |             | 히사이시 조 |             |           |
| 17. | 〈유바바의 광란〉 (湯婆婆狂乱)            |             | 히사이시 조 |             |           |
| 18. | 〈연못 아래의 집〉 (沼の底の家)           |             | 히사이시 조 |             |           |
| 19. | 〈또 다시〉 (ふたたび)                    |             | 히사이시 조 |             |           |
| 20. | 〈돌아가는 날〉 (帰る日)                  |             |             |             |           |
| 21. | 〈언제나 몇번이라도〉 (いつも何度でも)    | 카쿠 와카코 | 키무라 유미 | 키무라 유미 |           |

## 그 외
- 동명의 애니메이션 영화가 흥행 수입이 300억 엔을 넘는 대히트를 치면서 이 사운드트랙 음반도 30만장 이상을 판매했다. OST 음반으로 히트를 친 작품이 됐다.
- 수록곡의 하나인 〈그 날의 강〉에 가사를 붙인 〈생명의 이름〉이라는 노래도 존재한다.